# Dietrich Bonhoeffer
Dietrich Bonhoeffer (Breslavia, 4 febbraio 1906 – Flossenbürg, 9 aprile 1945) è stato un teologo, partigiano e pastore protestante tedesco, protagonista della resistenza al Nazismo.

## Biografia

### La giovinezza
Figlio di Karl, un eminente psichiatra di origine berlinese, e di Paula, insegnante, una delle poche donne laureate in quel tempo, Bonhoeffer nacque il 4 febbraio 1906 a Breslavia (allora in Germania, attualmente parte della Polonia), da una famiglia molto in vista dell'alta borghesia, con relazioni anche col mondo politico e culturale. Benché inizialmente avesse intenzione di seguire le orme paterne, manifestò fin da ragazzo la volontà di diventare come un pastore evangelico: per i suoi parenti, che pur frequentando la Chiesa evangelica erano profondamente laici, fu una scelta "strana".
Studiò teologia a Tubinga e a Berlino, dove conseguì il dottorato nel 1927, a soli 21 anni, discutendo una tesi in ecclesiologia sulla Comunione dei Santi (“Sanctorum Communio”, pubblicato nel 1930). Per la sua formazione spirituale risultarono fondamentali i numerosi soggiorni all'estero: prestò dapprima servizio pastorale presso la chiesa luterana della comunità tedesca di Barcellona e, nel 1929, si trasferì a New York, per specializzarsi all'Union Theological Seminary (della confessione metodista), dove cominciò a frequentare le chiese della comunità afroamericana nel quartiere di Harlem; nel 1930 si spostò a Londra: qui cominciò un rapporto epistolare con Gandhi, che sognò sempre di incontrare, senza mai riuscirci.

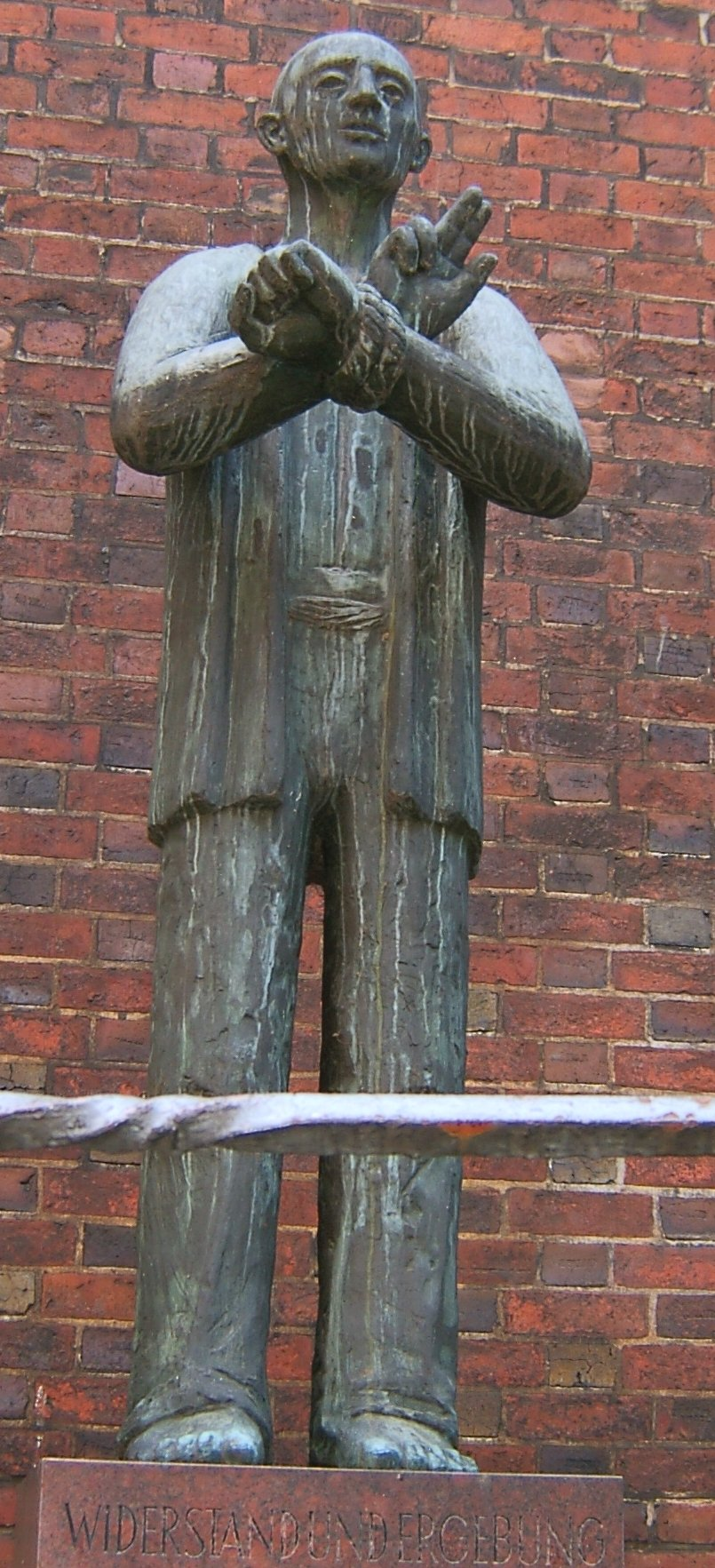
Statua di Dietrich Bonhoeffer nella chiesa di Sankt Petri ad Amburgo

### Il ritorno in Germania
Tornò in Germania nel 1931 per dedicarsi all'insegnamento presso l'Università di Berlino. Incominciò anche la sua opposizione attiva al nuovo regime nazista. Appena due giorni dopo la presa del potere di Hitler, dovette tenere una conferenza via etere (dai microfoni della Berliner Funkstunde) sull'idea di Führer. In essa diceva che se il capo «permette al seguace che questi faccia di lui il suo idolo, allora la figura del capo si trasforma in quella di corruttore… Il capo e la funzione che divinizzano sé stessi scherniscono Dio». Bonhoeffer fa i suoi riferimenti a Hitler.
Le chiese evangeliche non presero ufficialmente posizione in merito alle prime leggi hitleriane del marzo 1933, malgrado queste nei fatti annientassero la democrazia: l'Ordinanza del Presidente del Reich per la tutela del popolo e dello Stato offrì una giustificazione per misure contro le chiese, rese possibili i campi di concentramento, revocò il diritto alla libera manifestazione del pensiero, la libertà di stampa, il diritto di riunione, il segreto postale, legalizzò perquisizioni e sequestri. La legge di lesa patria equiparò l'opposizione al governo e al partito ai nemici della nazione; la legge sui pieni poteri dissolse i controlli del Parlamento e della costituzione.
Quando la legge sui non ariani estromise dai pubblici uffici gli ebrei che vi erano impegnati, Bonhoeffer fu uno dei primi che affrontarono il tema e tenne una conferenza La chiesa di fronte al problema degli ebrei. Da buon luterano egli riconobbe allo Stato il diritto di decidere dal punto di vista legislativo sulla questione ebraica, ma sosteneva che la chiesa doveva interrogare lo Stato circa la legittimità del suo agire, cioè doveva responsabilizzare lo Stato. La chiesa ha un obbligo incondizionato nei confronti delle vittime dell'ordine sociale, anche se non appartengono alla comunità cristiana. Se la chiesa vede che lo Stato eccede, essa è nella condizione «non soltanto di fasciare le vittime che sono finite in mezzo agli ingranaggi della ruota, ma di arrestare gli ingranaggi stessi».
Non potendo più restare a Berlino, nel 1933 torna a Londra per seguire due comunità evangeliche tedesche. Pacifista convinto, avanzò la proposta di un concilio ecumenico (aperto a tutte le confessioni cristiane) sulla pace:
Nel frattempo in Germania gli amici di Bonhoeffer, dal 29 al 31 maggio del 1934, tennero il sinodo confessante di Barmen. Centotrentotto delegati di tutte le chiese regionali e provinciali luterane proclamarono unitamente, sotto le pressioni di Berlino, "sei proposizioni" rivolte contro i cristiani tedeschi e il loro governo ecclesiastico. Redatte da Barth respingevano la falsa dottrina per cui la chiesa deve riconoscere come rivelazione di Dio anche altri eventi e potenze, figure e verità (Solus Christus indirizzata contro le pretese di Hitler). Per Bonhoeffer, che era assente a quell'evento, fu la vera data di nascita della Chiesa confessante e significò il conseguimento di ciò per cui aveva lottato lungamente. Rimase in Inghilterra fino al 1935, quando decise di tornare a Berlino. Aderì alla Chiesa confessante, la comunità che si era distaccata dalla Chiesa evangelica ufficiale (che aveva riconosciuto l'autorità del regime) contro la quale aveva scatenato il Kirchenkampf, la "lotta delle chiese". Ne sarà il principale esponente insieme a Martin Niemöller con cui formulò la prima forma di autoimpegno. Quindi parteciparono a una riunione ecumenica nei Balcani per informare le guide del movimento ecumenico sui retroscena degli eventi.
Il 2 dicembre 1935 apparve l'ordinanza del ministro Kerrl per l'applicazione della legge sulla sicurezza della Chiesa evangelica. Essa dichiarava come inammissibili tutte le disposizioni ecclesiastiche emanate da associazioni o gruppi. Di conseguenza, anche l'esistenza del seminario di predicazione (nella chiesa evangelica è un istituto di preparazione per l'esame e l'ordinazione) di cui Bonhoeffer era la guida, divenne illegale. Soltanto un paio di anni dopo la Gestapo appose i sigilli, quindi Bonhoeffer escogitò un'ulteriore forma di collaborazione coi suoi candidati: quella del "vicariato collettivo".
Il 1937 vide la pubblicazione di Nachfolge ('Sequela' o anche 'Discepolato'), un appassionato invito a seguire Gesù Cristo, costi quel che costi. Questo titolo era ritenuto nel Terzo Reich come un'autentica testimonianza di fede cristiana e pertanto un testo militante contro l’ingiustizia del nazionalsocialismo. In seguito Bonhoeffer mise per iscritto Vita comune, esperienza di questa religiosità vissuta comunitariamente. Il libro, assieme alle lettere dal carcere di Tegel pubblicate con il titolo Resistenza e resa, rappresentò il suo più grande successo editoriale.
La direzione del seminario clandestino di Finkenwalde (pol. Zdroje, oggi quartiere di Stettino), procurò violenti attacchi alla sua reputazione teologica, poiché mandò in frantumi l'antica identificazione tra l'incarico del predicatore e quello del pastore, ponendo inequivocabilmente il primo davanti al secondo. Inoltre continuò la sua dura opposizione alla politica antisemita nazista ma, a causa di una recrudescenza delle persecuzioni ai danni della Chiesa confessante, nel 1939 Bonhoeffer dovette accettare un incarico di insegnante negli Stati Uniti. Allo scoppio della guerra, decise però di tornare in patria, per condividere il destino del suo popolo.

### La cospirazione
Bonhoeffer fu intensivamente iniziato ai piani della congiura — senza esito — del gruppo Hans Oster, Dohnanyi, Müller, che volevano fermare Hitler prima dell'inizio della guerra sul fronte occidentale. Qualche tempo dopo subì, per opera della Gestapo, una razzia durante un raduno giovanile in cui teneva un corso biblico per studenti. Gli fu vietato di parlare a causa della sua "attività di disturbo per il popolo" e gli fu intimato di presentarsi regolarmente presso la stazione di polizia. L'organizzazione della Abwehr (Servizio segreto militare) sotto la guida di Canaris, liberò Bonhoeffer dall'obbligo di comunicare i propri spostamenti alla stazione di polizia in Pomerania, dichiarandolo indisponibile. Oster e Dohnanyi lo impiegarono come uomo della Abwehr a Monaco, cioè il più lontano possibile dalla Pomerania. In questo modo egli entrava a far parte della cerchia della resistenza militare attiva. Bonhoeffer doveva tuttavia comunicare ancora i suoi spostamenti alla polizia di Monaco. Qui soggiornò nell'abbazia benedettina di Ettal, dove scrisse l'Etica e attese agli incarichi dell'Abwehr con alcuni viaggi all'estero.
Bonhoeffer rimaneva ufficialmente al servizio della Chiesa confessante e collaborava con alcune commissioni teologiche del sinodo confessante. I consigli dei fratelli, "suoi superiori", erano a conoscenza in modo molto vago dei suoi incarichi militari. Questi erano di due tipi: da una parte doveva riportare notizie dall'estero — e questo come camuffamento; dall'altra doveva dare segnali all'estero della perdurante presenza di una resistenza tedesca. Bonhoeffer era cosciente della stranezza della situazione in cui si trovava mettendo a disposizione dei servizi militari tedeschi — cioè nella realtà della resistenza — le sue relazioni ecumeniche. Su incarico dell'Abwehr, e grazie alla disponibilità di passaporti e visti, intraprese viaggi in Svizzera, Svezia, Norvegia e Italia. Questi si svolsero in tre tappe.
1. Nel 1941 portò a conoscenza degli amici all'estero che esisteva e operava un'organizzazione politica sotterranea e fornì informazione ai propri gruppi.
2. Eseguì una ricognizione degli obiettivi di pace perseguiti dagli alleati.
3. Nel 1942 incontrò Georg Bell, vescovo di Chichester nonché suo amico, e gli comunicò i singoli dettagli, compresi i nomi dei partecipanti, del colpo di Stato che si stava preparando. Il governo inglese avrebbe dovuto appoggiare, in caso di riuscita, gli autori del colpo di Stato così da metterli in condizione di creare un nuovo governo tedesco.

Di lì a poco la situazione cominciò a farsi pericolosa.

### La prigionia

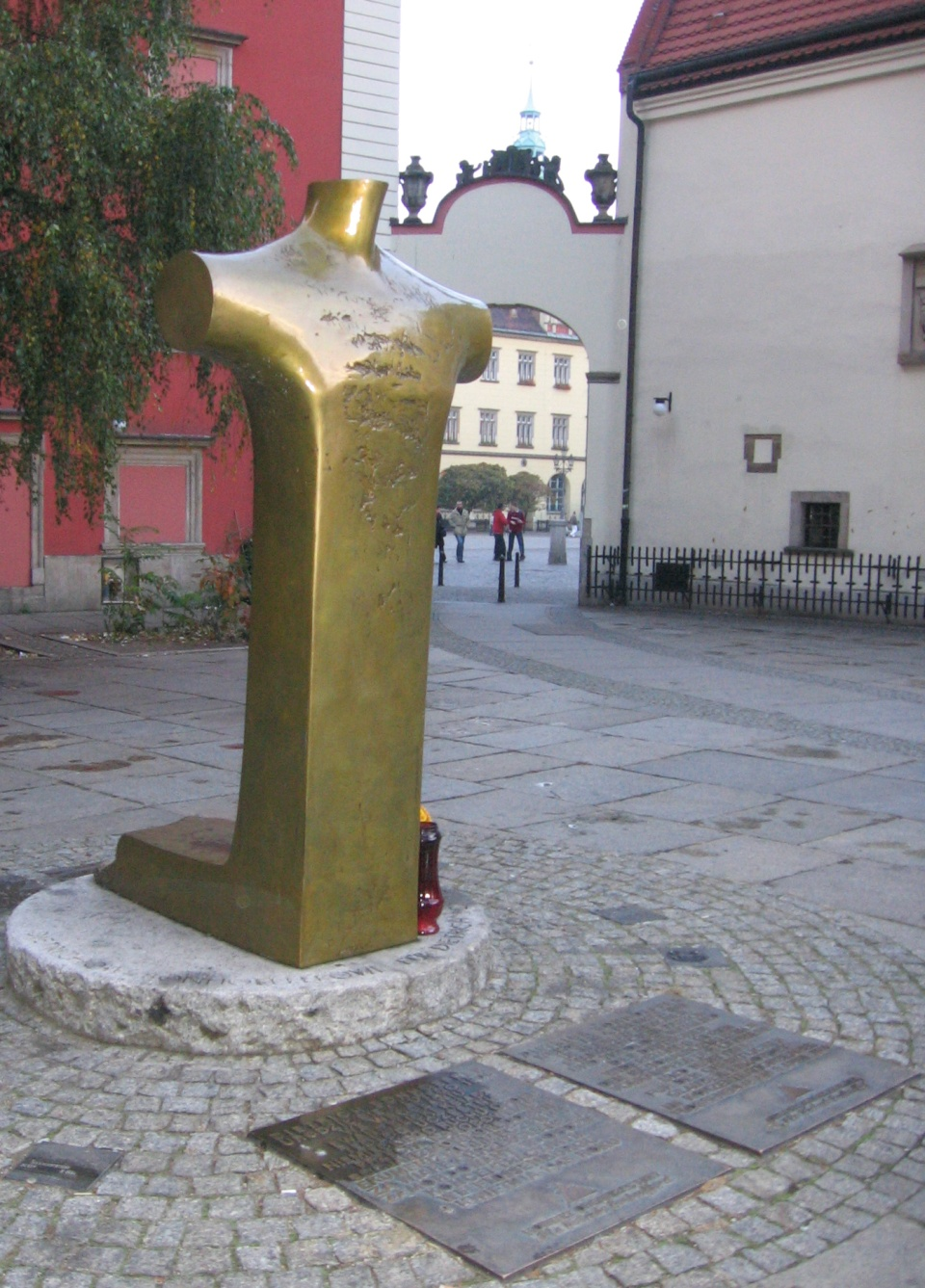
Il monumento a Bonhoeffer a Breslavia

Col fratello Klaus e il cognato Hans von Dohnanyi entrò in contatto con l'ammiraglio Wilhelm Canaris, capo del servizio segreto militare (Abwehr), che con altri ufficiali stava organizzando una congiura per assassinare Hitler (il putsch del 20 luglio 1944), ma il 5 aprile 1943 il capo del tribunale militare Manfred Roeder e l'agente della Gestapo Franz Xavier Sonderegger lo arrestarono. La vita nella cella del carcere di Tegel, nei sobborghi di Berlino, fu all'inizio per Bonhoeffer un tormento. Soffriva dello stretto isolamento poiché ai guardiani era proibito parlare coi "politici".
Il procedimento contro Bonhoeffer si articolò durante la prigionia in tre fasi distinte.
La prima fase, cominciata con l'accusa e terminata con gli interrogatori di Roeder (dall'aprile al luglio 1943). Le indagini abbracciavano quattro elementi: 1) l'esenzione dal servizio militare disposta dalla Abwehr che aveva permesso a Bonhoeffer di sottrarsi al controllo della polizia di Stato e di svolgere il suo lavoro ecclesiastico; 2) l'«Operazione 7», cioè il trasporto di un gruppo di ebrei in Svizzera; 3) i viaggi all'estero che avevano poco a che fare con compiti militari; 4) la mediazione esercitata dalla Abwehr a favore di alcuni esponenti di spicco della Chiesa confessante come Wilhelm Niesel, Eberhard Bethge e altri. Bonhoeffer ha redatto in cella una nutrita serie di resoconti e note su questi interrogatori. Il tentativo di mettere allo scoperto i fatti cospirativi era fallito e per chi conduceva le indagini diveniva impossibile sollevare l'accusa di alto tradimento o di tradimento alla patria. Rimaneva solo l'accusa di "disfattismo in seno alle forze armate" a causa dell'esenzione dal servizio militare.
La seconda fase della prigionia fu caratterizzata dalla preparazione al processo (fino all'aprile 1944). I termini del processo furono spostati ripetutamente, finché gli amici del detenuto vennero a sapere (nell'aprile 1944) che non ci sarebbe stato nessun processo e che non si poteva fare nulla se non lasciare che la cosa venisse "insabbiata" fino al colpo di Stato.
Nella terza fase cominciò in cella il lavoro più fruttuoso. Alcuni teologi considerano le lettere di contenuto teologico che Bonhoeffer ha spedito dal 30 aprile 1944 come l'inizio di una nuova epoca teologica. Egli seppe del fallimento del colpo di Stato già nella sera del 20 luglio. Così il giorno successivo perse ogni speranza e si preparò al peggio.
In questo periodo (un anno e mezzo) produsse una serie di scritti che sarebbe stata poi raccolta nel volume Resistenza e resa, la sua opera più famosa, in cui rifletteva sul rapporto tra fede e azione, tra religione e mondo. A un compagno di prigionia italiano, che gli domandò come potesse un sacerdote partecipare a una cospirazione politica che prevedesse anche lo spargimento di sangue, disse:
La squadra della Gestapo tardava ad arrivare. Passarono giorni, settimane. In questo periodo prese in considerazione l'idea di fuggire dal carcere. Il suo guardiano, il sottufficiale Knobloch, un operaio di Berlino nord, aveva collaborato nel periodo di prigionia di Bonhoeffer a far uscire la sua corrispondenza clandestina. Una settimana dopo però il fratello Klaus e Schleicher vennero arrestati a causa della loro partecipazione al complotto, così Bonhoeffer non dette seguito al suo piano di fuga per non compromettere ulteriormente il fratello e i parenti. Nel frattempo la Gestapo aveva trovato dei documenti della Abwehr che dimostravano la partecipazione alla congiura di Bonhoeffer fin dal 1938. Hitler era fuori di sé. Revocò l'ordine di eliminazione immediata dei cospiratori al fine di accertare ulteriori ramificazioni. Questo spiega perché le esecuzioni furono rimandate per lungo tempo. Insieme con altri congiurati, venne impiccato nel campo di concentramento di Flossenbürg all'alba del 9 aprile 1945, pochi giorni prima della fine della guerra, insieme all'ammiraglio Canaris, per espresso ordine di Hitler
La Chiesa cattolica, nel corso del ventennio fascista e poi nazista, si mostrò sempre titubante mentre la Chiesa evangelica ufficiale si mostrò addirittura compiacente. Nel 1945 la cosiddetta Chiesa confessante, sorta come movimento di opposizione in seno alla Chiesa evangelica tedesca, alla quale aveva aderito lo stesso Bonhoeffer, pronunciò la famosa Ammissione di colpa a Stoccarda: «La chiesa […] è rimasta muta dove avrebbe dovuto gridare, perché il sangue degli innocenti gridava al cielo… Essa è rimasta a guardare quando sotto la copertura del nome di Cristo si sono compiute violenze e ingiustizie… La chiesa confessa di aver assistito all'uso arbitrario della forza brutale, alle sofferenze fisiche e spirituali di innumerevoli innocenti, all'oppressione, all'odio, all'assassinio senza levare la propria voce in loro favore, senza aver trovato vie per correre loro in aiuto. Essa si è resa colpevole della vita dei fratelli più deboli e indifesi di Gesù Cristo (gli ebrei)… Lo confessa… Non ha rinfacciato al calunniatore la sua ingiustizia e ha abbandonato il calunniato al suo destino».
Vent'anni dopo, don Milani dirà: «Se non fosse stato per la Chiesa confessante noi cristiani non avremmo più il diritto di guardare in faccia un ebreo».

## Opere
L'edizione critica delle opere di Dietrich Bonhoeffer è pubblicata, in Italia, dall'Editrice Queriniana di Brescia ("Opere di Dietrich Bonhoeffer", 10 volumi usciti dal 1991 al 2009).
- Sanctorum Communio, Dissertazione, 1927.
  - Sanctorum Communio. Una ricerca dogmatica sulla sociologia della Chiesa, Roma - Brescia, Herder-Morcelliana, 1972.
  - Sanctorum Communio, ed. critica delle Opere di D. Bonhoeffer, a cura di Alberto Gallas, Collezione Biblioteca di cultura n.11, Brescia, Queriniana, 1994, ISBN 978-88-399-1961-8.
- Akt und Sein. Transzendentalphilosophie und Ontologie in der systematischen Theologie, Habilitationsschrift, 1930, ISBN 3-579-01872-8.
- Die Kirche vor der Judenfrage, 1933.
- Nachfolge, 1937.
  - Sequela, Brescia, Queriniana, 1971.
- Ethik, 1949.
  - Etica, trad. Aldo Combo, Introduzione di Italo Mancini, Collana La Ricerca Religiosa. Studi e testi n.7, Milano, Bompiani, 1969.
  - Etica, trad. C. Danna, a cura di A. Gallas, nuova ed. critica condotta sull'edizione critica tedesca del 1992, Brescia, Queriniana, 1995.
- Beten und Tun des Gerechten. Glaube und Verantwortung im Widerstand.
- Widerstand und Ergebung. Briefe und Aufzeichnungen aus der Haft, a cura di Eberhard Bethge, I ed. 1951, XIII ed. 1966.
  - Resistenza e resa. Lettere e appunti dal carcere, trad. di Sergio Bologna, condotta sulla XIII ed. tedesca, Introduzione di Italo Mancini, Collana La Ricerca Religiosa. Studi e Testi n.6, Milano, Bompiani, 1969.
  - Resistenza e resa. Lettere e scritti dal carcere, ed. italiana, Saggio introduttivo e trad. di Alberto Gallas, Classici del pensiero cristiano n. 2, Cinisello Balsamo, Edizioni San Paolo, 1988; II ed., Edizioni San Paolo, 1996, ISBN 978-88-215-1524-8.
  - Resistenza e resa. Lettere e altri scritti dal carcere, ed. critica delle Opere di Dietrich Bonhoeffer vol. VIII, trad. di M. Zanini, Biblioteca di cultura n. 19, Brescia, Queriniana, 2002, ISBN 978-88-399-1969-4.
  - Resistenza e resa. Lettere e altri scritti dal carcere, ed. paperback dell'ed. critica, trad. di M. Zanini, Brescia, Queriniana, 2024, ISBN 978-88-399-1286-2.
- Venga il tuo Regno, Brescia, Queriniana, 1969. (ripubblicato nel 1976 con il titolo Venga il tuo Regno: la preghiera della comunità per l'avvento del Regno di Dio sulla terra. Le dieci parole del Signore: prima tavola: interpretazione dei primi tre comandamenti).
- L'ora della tentazione, Brescia, Queriniana, 1972; ripubblicato nel 1977, sempre da Queriniana, con il titolo Creazione e caduta. L'ora della tentazione.
- La vita comune, Brescia, Queriniana, 1972; ripubblicato nel 1991, in ed. critica, sempre da Queriniana, con il titolo Vita comune. Il libro di preghiera della Bibbia.
- Lettere a un amico, Milano, Bompiani, 1972.
- Testimoniare Cristo tra i fratelli, Milano, Gribaudi, 1975.
- L'essenza della Chiesa, Brescia, Queriniana, 1977; ora anche con un saggio introduttivo di Alberto Conci, Brescia, Queriniana, 2023.
- Gli scritti: 1928-1944, Brescia, Queriniana, 1979.
- Pregare i Salmi con Cristo, Brescia, Queriniana, 1981; ora anche con una prefazione di Gianfranco Ravasi, Brescia, Queriniana, 20192.
- Creazione e caduta: interpretazione teologica di Genesi 1-3. Brescia, Queriniana, 1982.
- Cristologia, Brescia, Queriniana, 1984; ora anche con un saggio introduttivo di Alberto Conci, Brescia, Queriniana, 2020.
- Una pastorale evangelica, Torino, Claudiana, 1990.
- Atto ed essere: filosofia trascendentale ed ontologia nella teologia sistematica, Brescia, Queriniana, 1993.
- La parola predicata: corso di omiletica a Finkenwalde (1935-1939), Torino, Claudiana, 1994.
- Lettere alla fidanzata Cella 92: 1943-1945, Brescia, Queriniana, 1994.
- Fedeltà al mondo: meditazioni, Brescia, Queriniana, 1978; nuova edizione 20044.
- Memoria e fedeltà, Magnano, Qiqajon, 1995.
- Cristianesimo e storia dell'Occidente: pagine dall'Etica e dalle Lettere, Torino, SEI, 1996.
- Lo straordinario si fa evento: Croce e Risurrezione, Brescia, Queriniana, 1997.
- Frammenti da Tegel, Brescia, Queriniana, 1998.
- Poesie, Magnano, Qiqajon, 1999.
- Libertà di vivere, Milano, Gribaudi, 2001.
- Ultime lettere dalla Resistenza: Dietrich Bonhoeffer e i suoi familiari nella lotta contro Hitler, Torino, Claudiana, 2001.
- Rimanere nell'amore di dio. Pagine di meditazione per ogni giorno dell'anno, Milano, Gribaudi, 2002.
- Gesù Cristo dono di Dio, Milano, Gribaudi, 2004.
- Meditazioni sul Natale, Torino, Claudiana, 2004.
- Riconoscere Dio al centro della vita: testi per l'anno liturgico, Brescia, Queriniana, 2004.
- Bonhoeffer: un cristianesimo non-religioso. Antologia da "Resistenza e resa", "Lettere alla fidanzata", Padova, EMP, 2005.
- Chi sono io?: meditazioni dal carcere, Torino, Claudiana, 2005.
- La tua luce brilla nella notte, Milano, Gribaudi, 2007.
- La fragilità del male, (scritti inediti), Piemme, 2015[6]
- La vita comunitaria dei cristiani, Città Nuova, 2015.

## Filmografia
- Bonhoeffer: Agent of Grace (2000), regia di Eric Till, con Ulrich Tukur nel ruolo di Bonhoeffer e Johanna Klante nel ruolo di Maria.[7]
- Bonhoeffer (2003), regia di Martin Doblmeier, con Klaus Maria Brandauer nel ruolo di Bonhoeffer.[8]